# Pfarrkirche Kraßnitz

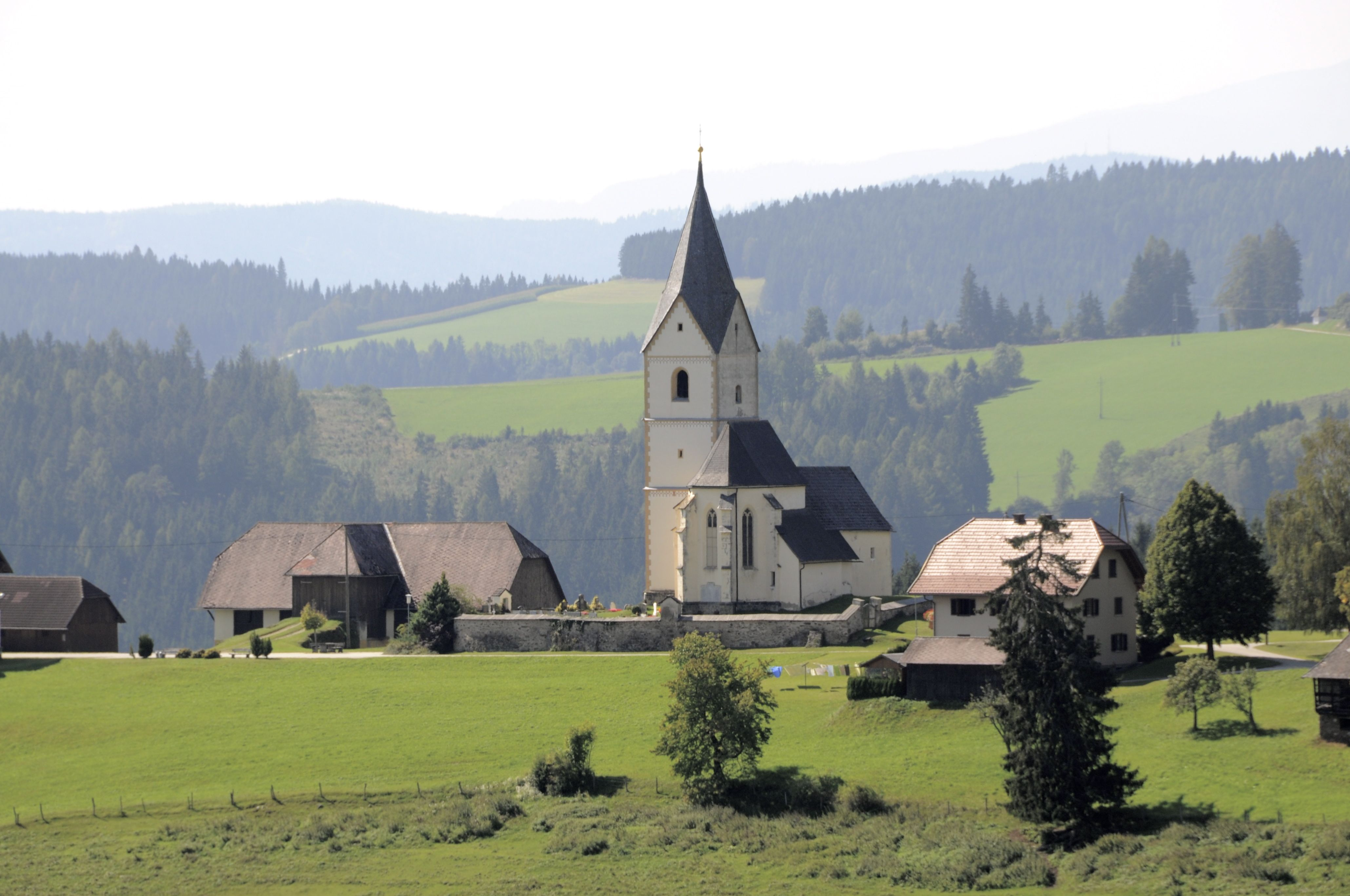
Katholische Pfarrkirche hl. Martin in Kraßnitz

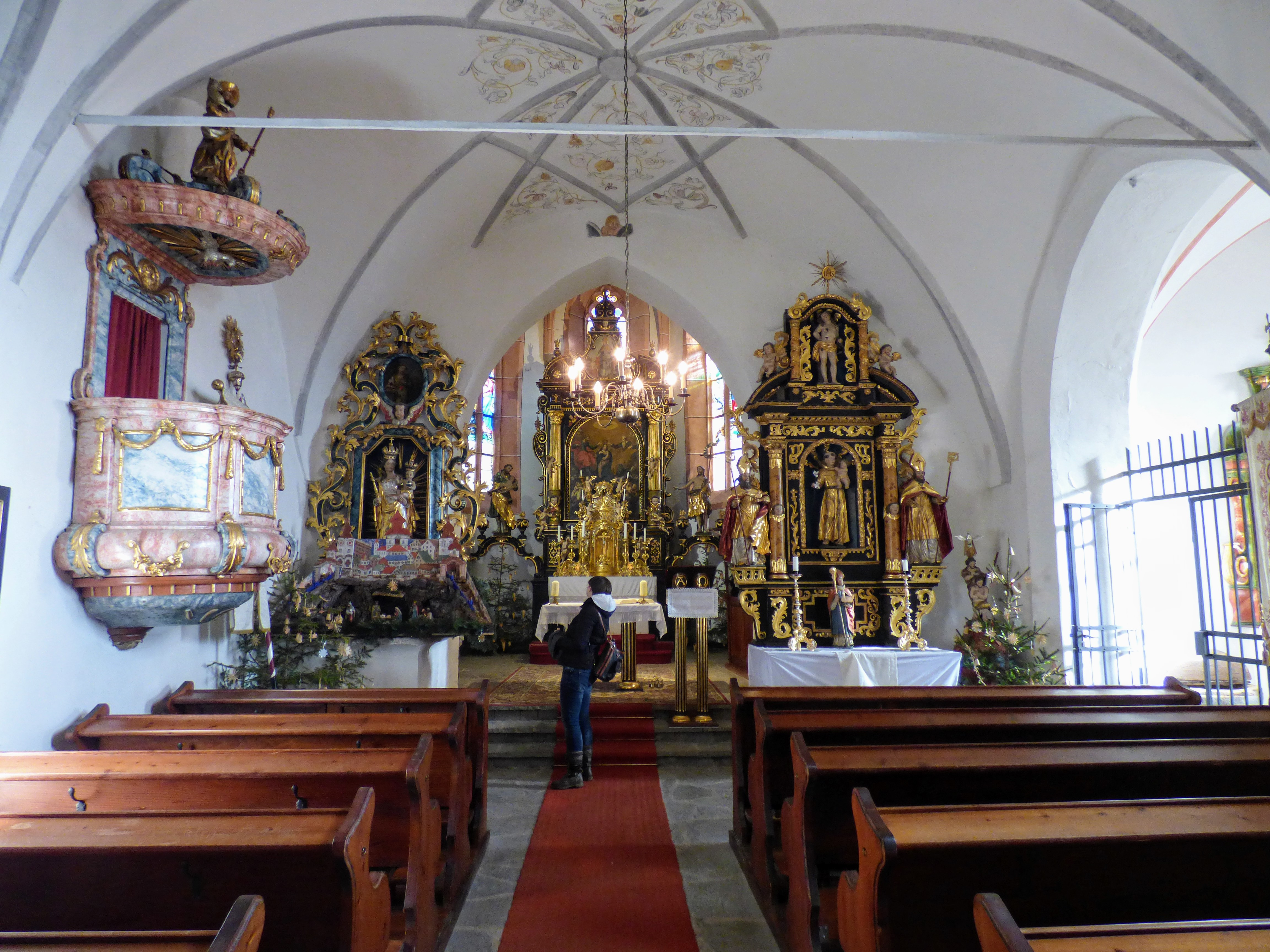
Langhaus, Blick zum Chor

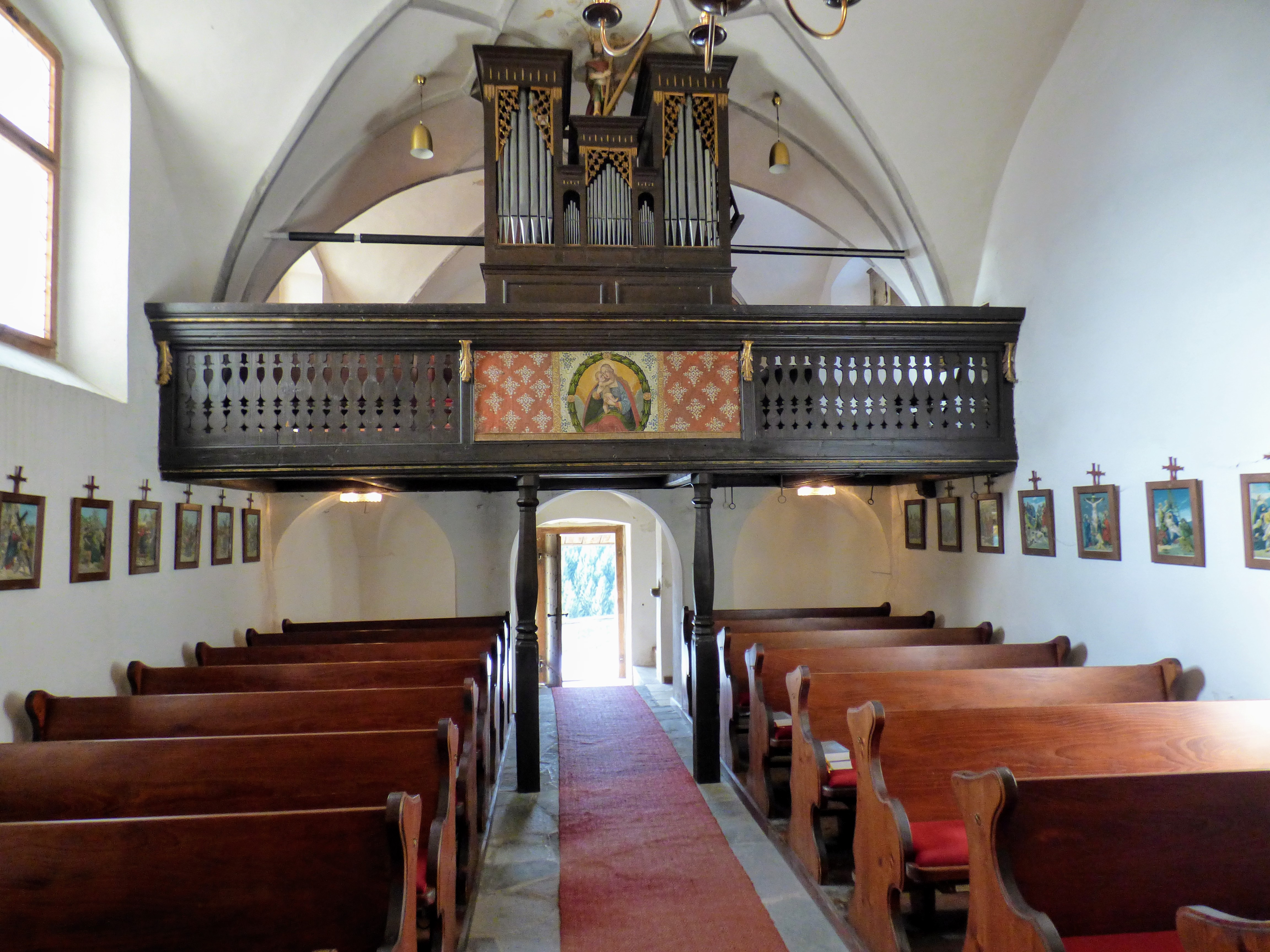
Langhaus, Blick zur Empore

Die römisch-katholische Pfarrkirche Kraßnitz steht in der Mitte der Ortschaft Kraßnitz in der Gemeinde Straßburg im Bezirk Sankt Veit an der Glan in Kärnten. Die dem Patrozinium des Heiligen Martin von Tours unterstellte Pfarrkirche gehört zum Dekanat Gurk in der Diözese Gurk-Klagenfurt. Die Kirche und der Friedhof stehen unter Denkmalschutz (Listeneintrag).

## Geschichte
Urkundlich wurde 1131 eine Kirche genannt. Die Quaderung des Turmes wurde 1982 restauriert.

## Architektur
Der im Kern romanische Kirchenbau erhielt im 15. Jahrhundert einen hohen spätgotischen Chor und einem mächtigen gotischen Südturm, dagegen blieb das in den Mauern romanische Langhaus bescheiden. Der Chor hat dreifach abgestufte Strebepfeiler und zweibahnige Maßwerkfenster, nordseitig steht ein spätgotischer Sakristeianbau. Der Turm an der Chorsüdseite zeigt die Jahresangaben 1525 und 1537, er ist dreigeschoßig gegliedert und zeigt Dekor aus der ersten Hälfte des 16. Jahrhunderts, er hat spitzbogige Schallfenster und trägt ein Rautendach; das Turmuntergeschoß dient als Beinhaus mit einem korbbogigen Eingang in einem hochgezogenen profilierten Sockel und hat westseitig ein Kielbogenportal mit verstäbten Profilen. Das Portal in der Westfront des Langhauses ist einfach gestaltet, es hat eine Tür mit gotischen Bandeisen und einen Schlüsselfang.
Das Kircheninnere zeigt ein Langhaus, ursprünglich unter einer Flachdecke, nun unter einem dreijochigen Stichkappentonnengewölbe aus dem 16. Jahrhundert, mit einer Netzgratauflage. Der Triumphbogen ist spitzbogig. Der einjochige Chor hat einen Fünfachtelschluss und ein Netzrippengewölbe auf Konsolen, der östliche Schlussstein nennt 1458; es gibt eine spätgotische Sakramentsnische. Die Sakristei hat ein Spitztonnengewölbe.

## Einrichtung
Der barocke Hochaltar entstand um 1660, er hat über einem kleinen Sockel eine Ädikula mit einem gesprengten Segmentgiebel mit einer einfachen Knorpelwerkkartusche als Aufsatz, das Hochaltarbild zeigt Mariä Krönung, das Aufsatzbild den hl. Martin.
Der linke Seitenaltar um 1720 trägt eine barock überarbeitete Statue der Madonna aus der ersten Hälfte des 15. Jahrhunderts. Der rechte Seitenaltar aus 1693 hat eine Ädikula über einem Sockel und einen gesprengten Giebel und seitliche Konsolfiguren, er zeigt als Altarbild den hl. Antonius und trägt die Figuren der Heiligen Augustinus links und Ambrosius rechts sowie im Aufsatz Sebastian. In der Seitenkapelle im Turmerdgeschoß steht ein Altar aus der Mitte des 18. Jahrhunderts. Ebendort steht auch ein frühbarocker Flügelaltar um 1600, von Paulus und Anna Walcher gestiftet; er hat kannelierte Säulen und einen leeren Schrein mit bemalten Flügeln mit der Darstellung von vier Szenen der Barbaralegende und das Bild der beiden Stifter mit einem Schmerzensmann auf der Predella, 1995 wurden die beiden Flügel restauriert.
Die Kanzel entstand um 1770.
Eine Glocke nennt Thaddäus Mayr 1767.